# Neohelvibotys saltensis
Neohelvibotys saltensis là một loài bướm đêm trong họ Crambidae.